# Fuchū (Hiroshima)
Fuchū (府中市 Fuchū-shi) é uma cidade japonesa localizada na província de Hiroshima.
Em 2003 a cidade tinha uma população estimada em 47 882 habitantes e uma densidade populacional de 245 h/km². Tem uma área total de 195,71 km².
Recebeu o estatuto de cidade a 31 de Março de 1954.